# Forum Myśli Wolnej
Forum Myśli Wolnej – wydawany od 1998 roku krakowski kwartalnik racjonalistów. Czasopismo jest oficjalnym organem prasowym Rady Wojewódzkiej Towarzystwa Kultury Świeckiej.

## Charakterystyka
Patronem oddziału TKŚ z Krakowa jest Tadeusz Boy-Żeleński. To jego myśli z felietonów i artykułów rozpoczynają każdy numer kwartalnika. Czasopismo zostało skierowane do ludzi, którzy odwołują się do rozumu i rozsądku, nauki i praktyki. Naczelną jego dewizą jest hasło: Człowiek wartością najwyższą. Redakcja jednoznacznie opowiada się za nienaruszalnością godności ludzkiej czy szacunkiem dla odmiennej kultury, religii, narodowości. Występuje przeciw kłamstwu, nienawiści i dominacji irracjonalizmu nad rozumem, gdyż tylko humanizm i tolerancja umożliwiają właściwe kształtowanie osobowości człowieka. Nie jest celem pisma walka z religią czy też preferowanie prymitywnego ateizmu. Jest w nim natomiast miejsce na wszelką dyskusję o świecie i rzeczywistości na płaszczyźnie racjonalnej o tym, co nas różni, ale i o tym, co nas łączy. W każdym numerze czasopisma jest także sporo artykułów o charakterze kulturalnym i literackim, a całość jest ilustrowana przez profesjonalnych grafików. Z pismem współpracowali wybitni przedstawiciele krakowskiej i ogólnopolskiej nauki tacy jak: Antoni Podraza, Czesław Banach, Wiesław Bielak, Marian Grzybowski, Jerzy Kochan, Józef Lipiec, Jerzy Ochman, Jan Szmyd, Piotr Szydłowski, Kazimierz Urban, Jan Woleński czy Adam Zieliński. Recenzując periodyk, prasoznawca i filozof profesor Ignacy Stanisław Fiut pisze, że jest to „typowo pokoleniowe pismo ideowe skierowane do ludzi ceniących w życiu codziennym racje rozumu i świeckie treści kultury narodowej oraz światowej, określane mianem nowego humanizmu, niezależnego od wpływu religii i ideologii, preferującego otwartość człowieka na innych ludzi i świat”.
Redakcja: Stanisław Franczak – redaktor naczelny, Ignacy S. Fiut, Jerzy Hyrjak, Barbara Pietryka, Sylwester Murynowicz, Czesława J. Kotarba, Marian Dziwisz, Julian Kawalec, Maciej Naglicki.